# Новое Село (Андреапольский район)
Новое Село — деревня в Андреапольском муниципальном округе Тверской области.

## География
Находится в западной части Тверской области у южной окраины города Андреаполь.

## История
Еще на карте 1980 года деревня была отмечена как часть городской застройки Андреаполя. До 2019 года входила в Андреапольское сельское поселение Андреапольского района до их упразднения.

## Население
Численность населения: 107 человек (русские 97 %) 2002 году, 100 в 2010.